# 픽업 아티스트 (영화)
"픽업 아티스트"는 2014년에 개봉한 대한민국의 영화이다.

## 캐스팅
- 박용범 : 정희수 역
- 최호중 : 강승호 역
- 탁호연 : 이성환 역
- 김대우 : 김민기 역
- 권정은 : 민지 역
- 정민결 : 정화 역
- 정애화 : 성환 모 역
- 박선주 : 승호 처 역
- 김수현 : 영후 역
- 임소미 : 보람 역
- 손정은 : 미현 역
- 남상란 : 인선 역
- 권혁진 : 웨이터 닉쿤 역
- 이진권 : 웨이터 럭셔리 역
- 노수성 : 동대장 역
- 배성종 : 희수 친구 2 역